# Eutímio Tornício
Eutímio Tornício ou Tornice (em grego: Εὐθύμιος Τορνίκης/Τορνίκιος; fl. 1181-1222) foi um oficial eclesiástico e escritor bizantino. Foi o filho do logóteta do dromo Demétrio Tornício e um membro da família Tornício, de origem principalmente armênia e georgiana que entrou no serviço bizantino em meados do século X. É mencionado pela primeira vez como um diácono em 1181, e morreu no Despotado do Epiro em algum momento após 1222.
É melhor conhecido por seus discursos retóricos, essencialmente aqueles preservados do período 1200-1205, tais como seu panegírico do fracasso do golpe de João Comneno, o Gordo, ou monodias sobre a morte de seu pai e de seu amigo íntimo e parente, o metropolita de Neopatras Eutímio Maláces. De acordo com Alexander Kazhdan, seus "trabalhos retóricos são muito convencionais", com apenas a monódia sobre a morte de seu pai exibindo um tom pessoal, "descrevendo tanto as características da família e, ternamente, a morte de Demétrio".